# جيمس غودوين
جيمس غودوين (بالإنجليزية: James Goodwin)‏ هو مستكشف أسترالي، ولد في 1800، وتوفي في 1835.